# Leche (álbum de Illya Kuryaki and the Valderramas)
Leche es el quinto álbum de estudio del dúo argentino Illya Kuryaki and the Valderramas. Fue grabado en el estudio Circo Beat. Con el disco demostraron sonidos más funk y electrónicos que en sus trabajos anteriores. Además contó con la participación de Bootsy Collins en el track «DJ Droga».
Leche es el disco definitivo de Illya Kuryaki and the Valderramas. El cual fue nominado para los Grammy latinos 2000 en la categoría de mejor álbum rock en español.
El sencillo «Coolo» fue un éxito rotundo y en su videoclip aparece el ya difunto Nelson de la Rosa, el que fuera el hombre más pequeño del mundo. «Coolo» demostró el afán de los IKV por los años 1970 y siendo aun inspirados por la película The Warriors.

## Lista de canciones
1. «Latin Geisha» - 3:50
2. «Coolo» - 4:10
3. «Apocalipsis wow!» - 4:46
4. «Wacho» - 4:10
5. «Lo que nos mata» - 5:40
6. «Jennifer del Estero» - 4:56
7. «¿De qué me hablas?» - 5:30
8. «Robot» - 2:11
9. «Hecho mierda» - 3:40
10. «Guerrilla sexual» - 4:42
11. «Joya+guinda+fuego» - 3:15
12. «Nadie más» - 4:32
13. «DJ Droga» - 5:10